# 杨学山
杨学山（1954年—），上海人，中华人民共和国政治人物。

## 生平
1984年，北京大学信息管理系研究生毕业。2002年，任国务院信息化工作办公室政策规划组组长。2003年10月，任副主任。2008年3月，任工业和信息化部副部长。